# 恋 (back numberの曲)
「恋」（こい）は、back numberの4枚目のシングル。

## 解説
- 3rdシングル「思い出せなくなるその日まで」から約5ヶ月ぶりのリリース。
- ジャケット・PVには川口優菜が出演。

## 収録曲
- 全作詞作曲：清水依与吏、編曲：back number（特記除く）
- 3rdアルバム『blues』収録(#1,3)

1. 恋（編曲：back number & 島田昌典、ストリングスアレンジ：島田昌典）
  - テレビ朝日系「Musicる TV」2012年3月度エンディングテーマ
  - テレビ東京系「JAPAN COUNTDOWN」2012年3月度オープニングテーマ
2. 信者よ盲目であれ
3. ささえる人の歌
4. 恋 (instrumental)
5. 信者よ盲目であれ (instrumental)
6. ささえる人の歌 (instrumental)